# Деніел Аллін
Деніел Аллін (англ. Daniel B. Allyn; нар. 25 липня 1959) — американський воєначальник, генерал армії США (2013), 35-й заступник начальника штабу Армії США (2014—2017). Учасник американських вторгнень до Гренади та в Панаму, війн у Перській затоці, в Афганістані та Іраку.

## Біографія
Генерал Аллін уродженець Нью-Гемпшира, виховувався у Бервіку, штат Мен. У 1981 році закінчив Військову академію США у Вест-Пойнті, Нью-Йорк. Проходив військову службу на командних посадах від командира піхотного взводу та командира дивізії та на штабних посадах на рівні батальйону та об'єднаного штабу. Він служив закордонним радником у Кореї та брав участь в операції «Раптова лють» у Гренаді, двох миротворчих місіях на Синайському півострові в Єгипті, операції «Справедлива справа» у Панамі, операції «Щит пустелі» у Саудівській Аравії та операції «Буря в пустелі» у Кувейті, два службові відрядження в операції «Свобода Іраку», а також діяв в Афганістані в рамках операції «Непохитна свобода XII». Також обіймав посаду командувача командуванням сил армії США у Форт-Брегг, штат Північна Кароліна.